# Саманта: Каникулы американской девочки
«Саманта: Каникулы американской девочки» (англ.  Samantha: An American Girl Holiday) — телевизионная мелодрама 2004 года, снятая по первой из серии детских книг писательницы Валери Трип о приключениях девочки Саманты. Мировая премьера: 23 ноября 2004 года.

## Сюжет
1904 г. Городок Майнбэдфорд на реке Гудзон в штате Нью-Йорк. Саманте Паркингтон 10 лет. Она сирота и живёт с бабушкой, которая делает всё возможное, чтобы воспитать из единственной внучки настоящую леди. Но маленькая аристократка слишком жива и непосредственна, её очень трудно удержать в строгих рамках высшего общества. Саманта скучает, ей совершенно не с кем играть, детей в округе практически нет, а с единственным соседским мальчишкой маленькая мисс находится в состоянии непримиримой войны. Но всё меняется, когда к соседям приезжает новая прислуга: отец с тремя маленькими дочерьми. Саманта сближается со старшей из сестёр, своей ровесницей Нэлли, и очень скоро, несмотря на большую разницу в социальном положении, девочки становятся лучшими подругами. Саманта поражена тем, что в столь юном возрасте девочки работают с утра до ночи, не получают образования, даже не умеют читать. Саманта решает научить этому Нэлли.
Спустя некоторое время, в Майнбэдфорд приезжает дядя Саманты по материнской линии Гард в компании своей невесты Корнелии. Саманта не рада гостье, считает ее плохой и ревнует к ней дядю. Молодые люди решают отпраздновать свадьбу здесь, а после медового месяца вернуться за Самантой и втроем уехать в Нью-Йорк. Корнелия хочет подружиться с Самантой и просит ее стать подружкой невесты. Перед свадьбой происходит несчастье: маленькая племянница Корнелии на примерке платья нечаянно сжигает ее фату. Саманта, уже успевшая привязаться к будущей тете, отдает ей фату своей погибшей мамы. На приеме подруги невесты сплетничают о том, что девочка будет жить с молодоженами сразу после свадьбы и помешает им строить свою семью. Этот разговор слышит Саманта. Спустя месяц дядя Гард, как и обещал, забирает племянницу в Нью-Йорк. Саманта прощается с Нэлли, обещает часто писать и дарит ей стереоскоп. Некоторое время все идет превосходно. Саманта окончательно полюбила жену дяди, и втроем они живут, как настоящая семья. Нэлли же часто получает письма и фотографии от подруги.
Наступает осень. Саманта все еще живет у дяди и даже поступает в местную школу, где объявляют конкурс на лучшее сочинение о прогрессе в Америке. Юная героиня решает писать о фабриках. Неожиданно ужасная весть приходит из Майнбэдфорда. Отец Нэлли умер от гриппа, и его нанимательница отослала детей в Нью-Йоркский приют. Дядя Гард обещает съездить туда и проведать девочек, но его не впускают, объясняя это строгостью правил. Тогда помочь решает Корнелия, ее подруга является попечителем этого приюта и может помочь с его посещением. Саманта с тетей едут туда и впадают в ступор: их взору предстают голодные, запуганные, грязные дети в обносках. Саманта находит сначала Дженни и Бриджит, а потом и Нэлли. Она узнает, что сестрам не дают видеться, потому что они в разных возрастных группах, а также, что Нэлли планируют отправить работать на ферму, разлучив с сестрами. Саманта помогает девочкам сбежать и прячет их на чердаке своего дома. Вскоре в дом приходит директор приюта миссис Фроуч, которая обвиняет Саманту не только в похищении детей, но и в краже пожертвований (которые директор сама и украла). Об этом становится известно Корнелии, она заступается за племянницу, и директрису увольняют. Нэлли тоже узнает о неприятностях подруги, она решает найти работу, чтобы не пользоваться добротой Саманты.
Зимой прятать девочек на чердаке становится невозможным: у Бриджит серьезный жар. Саманта узнает, где работает подруга, и идет за ней на фабрику. Там юной героине открывается еще более ужасный вид, чем в приюте. Детей используют как рабов, не дают им есть и отдыхать, а при попытке уйти угрожают увольнением. Саманта забирает Нэлли домой и признается дяде и тете, что девочки действительно сбежали с ней, и находятся наверху. Дядя Гард вызывает Бриджит врача, но предупреждает, что как только та поправится, им придется сообщить в приют. Саманта в истерике, она не хочет разлучаться с подругами и решает попросить родных нанять девочек служанками в дом. В канун Рождества участники конкурса зачитывают свои сочинения публике. Саманта выходит на сцену и рассказывает совсем не то сочинение, которое подавала на конкурс. Она заявляет, что Америке не нужен прогресс, если при этом страдают маленькие дети. Зал аплодирует стоя. По дороге домой Корнелия и дядя Гард предлагают Саманте остаться с ними навсегда. Девочка соглашается. В рождественское утро дядя Гард с женой сообщают, что хотят удочерить Нэлли, Бриджит и Дженни, чтобы жить одной большой семьей. Девочки с восторгом соглашаются. Проходит время. В санях едут Гард и Корнелия с четырьмя дочерями. Нэлли спрашивает Саманту, ни сон ли это? Саманта отвечает: "Если сон, то пусть мы никогда не проснемся!"

## В ролях
- АннаСофия Робб — Саманта
- Миа Фэрроу — бабушка
- Джордан Бриджес — дядя Гард
- Ребекка Ли Мэйдер — Корнелия
- Келси Льюис— Нэлли О’Мэлли
- Ханна Эндикотт-Дуглас — Бриджит О’Мэлли
- Оливия Бэллентайн — Дженни О’Мэлли
- Кейр Гилкрист — мальчик на фабрике

## Съёмочная группа
- Режиссёр: Надя Тэсс
- Продюсеры: Лиза Робертс, Джулия Робертс, Рэйчел Хоровиц, Дебора Шиндлер
- Сценарист: Валери Трип
- Композитор: Крис Хаян
- Оператор: Дэвид Паркер
- Хуждожники: Рокко Маттео, Триша Бэккер
- Монтажёр: Сьюзэн Шиптон

## Признание и награды

### Награды
- 2005 — Young Artist Award — лучшая актриса второго плана, за роль в телефильме или сериале (Оливия Бэллентайн).

### Номинации
- 2005 — Young Artist Award — лучшая актриса, за роль в телефильме или сериале (АннаСофия Робб).
- 2005 — Young Artist Award — лучший телевизионный фильм для семейного просмотра.

## Интересные факты
- Так как длинные тёмные волосы были отличительной особенностью книжной Саманты, светловолосой АннеСофии Робб, на протяжении всего периода съёмок пришлось носить неудобный парик, в котором её голова потела и чесалась.